# 프랑켄슈타인의 신부

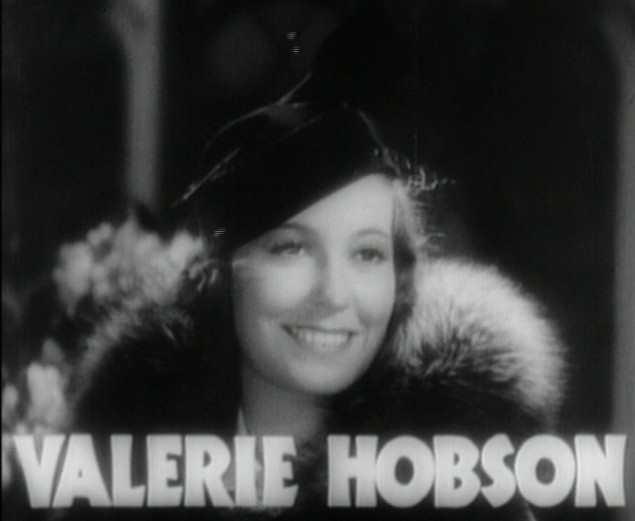

《프랑켄슈타인의 신부》(Bride of Frankenstein)는 1935년 미국의 공포 영화이다. 프랑켄슈타인의 후속작이다.
1998년 이 영화는 미국 의회도서관에 의해 문화적으로, 역사적으로, 미적으로 중요성을 인정받아 미국 국립영화등기부에 선정, 보존되었다.

## 줄거리
폭풍우 치는 밤, 메리 셸리는 자신의 소설 '프랑켄슈타인' 이야기를 꺼내며 인간이 신의 영역을 넘보려는 시도의 위험성을 경고한다. 이야기는 전작 '프랑켄슈타인'의 결말 직후를 배경으로 한다. 마을 사람들은 풍차 화재에서 몬스터가 죽었다고 생각하지만, 사실 몬스터는 살아남아 사람들을 해치기 시작한다. 한편, 죽은 줄 알았던 헨리 프랑켄슈타인은 연인 엘리자베스에게 발견되어 간호받고 회복하지만, 생명의 비밀을 밝히려는 욕망은 여전하다.
헨리는 과거 스승이었던 프레토리우스 박사를 만나게 되고, 프레토리우스는 몬스터의 짝을 만들 계획을 세운다. 몬스터는 우연히 양치기 소녀를 구해주지만 사람들에게 쫓겨 감금된다. 탈출 후에는 맹인 은둔자를 만나 우정을 쌓고 인간의 언어와 감정을 배우지만, 다시 한번 인간에게 배신당한다. 몬스터는 우연히 프레토리우스의 계획을 엿듣고, 자신과 같은 존재를 만들어달라고 헨리에게 강요한다.
결국 헨리는 엘리자베스의 안전을 위해 프레토리우스와 함께 몬스터의 신부를 만들기로 한다. 폭풍우 치는 밤, 번개를 이용해 신부가 되살아나지만, 몬스터를 보자마자 공포에 질려 거부한다. 몬스터는 절망하며 "나를 싫어하는구나. 다른 사람들처럼"이라고 말하고, 실험실을 파괴하기 전 헨리와 엘리자베스에게는 떠나라고 한다. 몬스터는 신부와 함께 죽음을 택하고, 실험실과 탑을 폭파시킨다.

## 출연
- 스팅 (Sting) - 프랑켄슈타인 남작
- 제니퍼 빌스 (Jennifer Beals) - 에바
- 클랜시 브라운 (Clancy Brown) - 괴물 빅터
- 앤서니 히긴스 (Anthony Higgins) - 클러발
- 데이비드 래퍼포트 (David Rappaport) - 리날도